# Narrenrevolte
In der Kölner Narrenrevolte des Jahres 1935 widersetzte sich der organisierte Kölner Karneval der Gleichschaltung der Karnevalsfeierlichkeiten, die durch die Angliederung an die NS-Organisation Kraft durch Freude (KdF) geplant war. Entgegen frühen Darstellungen wird die Narrenrevolte heute kaum noch als Akt des Widerstandes gegen den Nationalsozialismus, sondern lediglich als Verteidigung der traditionellen, den Karnevalsvereinen zugeordneten Organisationsform des Karnevalsfestes gewertet.

## Ablauf
Am 22. Mai 1935 proklamierte der NS-Beigeordnete Wilhelm Ebel in den Kölner Tageszeitungen die Gründung des „Vereins Kölner Karneval e.V.“. Dieser bestand aus Vertretern der Stadtverwaltung, der NSDAP, der Polizei und der KdF. Ziel war das Aufräumen mit „Missständen“ im Kölner Karneval, auch hinsichtlich der schwierigen wirtschaftlichen Situation der Festorganisierer, denen Ebel zudem Eigennutz und Unfähigkeit vorwarf.

Thomas Liessem mit Begleitung vor dem Triumphbogen in Paris am 8. Januar 1941

Der amtierende Präsident der Prinzengarde, Thomas Liessem, selbst seit 1932 Mitglied der NSDAP, konzipierte sofort eine Gegenschrift, die von allen großen Karnevalsgesellschaften unterstützt und gemeinsam veröffentlicht wurde. Sie forderten die Rücknahme der Verleumdungen Ebels und drohten andernfalls damit, ihre Aktivitäten für das Karnevalsfest vollständig einzustellen. Auch die Kölner Presse, mit Ausnahme des NS-Organs Westdeutscher Beobachter, unterstützte diese Forderungen. Als es am 27. Mai 1935 zu einer großen gemeinsamen Versammlung aller Karnevalsgesellschaften und vieler Kölner Bürger in Anwesenheit der Polizei und von Parteivertretern kam, wurde noch vor der Eröffnung durch Liessem bekannt, dass Gauleiter Josef Grohé sich von Ebels Plan distanziert und ihn aufgefordert hatte, den vorgesehenen Verein aufzulösen und alle karnevalistischen Angelegenheiten in den Händen der Karnevalsgesellschaften zu belassen.
Die Karnevalisten gründeten daraufhin ihrerseits einen „Festausschuss Kölner Karneval“ unter dem Vorsitz von Liessem.
Nach diesem als „Narrenrevolte“ bezeichneten Geschehen kam es im Kölner Karneval formal zu keinen weiteren Gleichschaltungs- und Übernahmeversuchen durch die KdF-Organisation.

## Hintergrund
Die NSDAP plante bereits früh die organisatorische, politische, wirtschaftliche und weltanschauliche Einordnung des rheinischen Karnevals in ihre totalitäre Idee. Im November 1933 wies sie an, den Karneval als deutsches Volksgut im Zusammenhang mit der dämonischen „Vasenacht“ herauszustellen, die kirchlichen Beziehungen zum Fest dagegen zu leugnen. Politische Witze und Kritik wurden den Karnevalisten verboten. Der Kölner Rosenmontagszug wurde bereits nicht mehr von den Karnevalsgesellschaften, sondern vom „Bürgerausschuss für den Kölner Karneval“ unter dem Vorsitz des Beigeordneten Ebel zentral organisiert. Zwei SA-Männer waren für seine Leitung verantwortlich.
Die den Karneval politisch und historisch vereinnahmenden Maßnahmen der NSDAP wurden von den Vertretern vieler großer Karnevalsvereine zunächst positiv aufgenommen. Schon vor Hitlers Machtergreifung war die negative Einstellung vieler Menschen zum Mehrparteiensystem der Weimarer Republik, zum Friedensvertrag von Versailles oder die Skepsis gegenüber den Friedensabsichten des Völkerbundes vom Karneval aufgegriffen worden. Auch Reformansätze, die den Karneval wieder zu einer „Volkstümlichkeit“ zurückführen wollten, gab es vor 1933 bereits.
Der erste antisemitische Karnevalswagen fuhr im Jahre 1934 im Rosenmontagszug mit: Aus einem Veedelszoch übernommen, stellte er eine Gruppe orthodoxer Juden dar, die unter der Überschrift „Die letzten ziehen ab“ „nur ein kleines Ausflügche nach Liechtenstein und Jaffa“ machten – eine eindeutige Anspielung auf Vertreibung und freiwillige Auswanderung der jüdischen Bevölkerung. Regelmäßige antisemitische Darstellungen folgten in den nächsten Jahren, ohne dass sich führende Karnevalisten davon distanzierten.
Auch die Anpassung des Kölner Karnevals an homophobe Elemente ihrer Ideologie gelang den Nationalsozialisten ohne große Mühe: Die traditionell von Männern dargestellten Tanzmariechen sowie die ebenfalls männliche Kölner Jungfrau wurden 1938 und 1939 durch Darstellerinnen ersetzt. Nach dem Krieg wurde dies nur bei der Jungfrau revidiert – die weiblichen Tanzmariechen blieben.
Nachdem die Übernahme des Karnevals durch die KdF formal gescheitert war, arrangierten sich die Mitglieder des Festausschusses im Detail mit der Organisation: „Kraft durch Freude“ spendete für den Rosenmontagszug, organisierte den Tribünenbau und weite Teile der touristischen Vermarktung des Rosenmontagszuges. Mitglieder des Festausschusses moderierten KdF-Karnevalssitzungen und verliehen Karnevalsorden an lokale NS-Größen.
Inhaltlichen karnevalistischen Widerstand gegen die NS-Ideologie gab es in Einzelfällen: Der Büttenredner Karl Küpper, als „D´r Verdötschte“ (Kölsch für „Der Verrückte“) im Sitzungskarneval unterwegs, positionierte sich offen gegen die Nationalsozialisten und machte sich trotz Bedrohung und Redeverbots auf der Bühne über sie lustig. Auch eine subversiv publizierte Satire auf die offizielle Kölner Rosenmontagszeitung übte im Jahre 1938 beißende Kritik am NS-System. Sie stellte Joseph Goebbels auf dem Titelblatt als „Seine Tollität Jüppche I“ dar.

## Interpretationen
In der Nachkriegszeit wurde das Verhalten des „Festausschusses“ unter seinem Präsidenten Thomas Liessem als geschicktes Taktieren und standhaftes Auftreten gegenüber dem Druck der NSDAP, den Kölner Karneval zu vereinnahmen, interpretiert. Erste Versuche, die Legende von der Narrenrevolte kritisch aufzuarbeiten, scheiterten am Widerstand in der Kölner Politik und im Festkomitee Kölner Karneval. In der zweiten Hälfte des 20. Jahrhunderts wurde der „Widerstand“ des Kölner Karnevals gegen den Nationalsozialismus geschichtswissenschaftlich relativiert und auch vom Festkomitee Kölner Karneval, etwa im Kölner Karnevalsmuseum, realistisch dargestellt.